# DDBstudio
DDBstudio ist ein Onlinedienst zur Erstellung und Veröffentlichung digitaler Ausstellungen. Es ist ein Dienst der Deutschen Digitalen Bibliothek, der für Kultur- und Wissenseinrichtungen kostenfrei nutzbar ist. Der Dienst wurde im Oktober 2019 veröffentlicht.

## Funktionsumfang

### Technischer Hintergrund
Die technische Infrastruktur von DDBstudio basiert auf der Open-Source-Software Omeka, die speziell für den Einsatz in Bibliotheken, Archiven und wissenschaftlichen Sammlungen entwickelt wurde. Hierbei wurde die Software so angepasst, dass sie ohne technische Vorkenntnisse von den Kuratoren bedient werden kann. Für die Nutzung des Tools sind eine Internetverbindung und eine Registrierung auf der Website der Deutschen Digitalen Bibliothek notwendig. Nach der Einrichtung des Online-Zugangs können die Einrichtungen ihre Ausstellung eigenständig anlegen und verwalten. Die mit DDBstudio erstellten Ausstellungen werden von der Deutschen Digitalen Bibliothek gehostet und mit einer URL öffentlich zugänglich gemacht. In einem Handbuch werden die Funktionen und Hintergrundinformationen der Anwendung erläutert.

### Ausstellungsdesign
Für die Visualisierung der Ausstellungen ist die Einbindung von 3D-Objekten, bildschirmfüllenden Grafiken, Videos, hochaufgelösten Bildern, Sound-Objekten oder auch GIFs möglich. Das Tool ermöglicht es, Exponate raumunabhängig in den Fokus zu setzen, neue Kombinationen herzustellen und diese mithilfe von Texten und Informationen anzureichern.
Ziel der Ausstellungen der DDB soll unter anderem sein, Geschichten zu erzählen. Das Ausstellungsdesign und die grundlegenden Funktionalitäten orientieren sich daher am sogenannten Scrollytelling-Format, wobei die Ausstellungen als responsive Long-Paper angelegt werden. Besucher der virtuellen Ausstellungen scrollen sich von oben nach unten durch eine lineare Erzählung, horizontale Abzweigungen und Vertiefungsebenen können ergänzt werden. Verschiedene narrative Ebenen mit unterschiedlichem Informationsgehalt können hierbei verschiedene Nutzergruppen adressieren. Neben der intuitiven Bewegung durch Scrolling, können die Besucher die präsentierten Inhalte auch über ein Navigationsmenü auffinden und anhand einer Fortschrittsanzeige sehen, an welchem Punkt der Ausstellung sie sich befinden. Die Wahl des Themas und der gezeigten Ausstellungsstücke steht den Einrichtungen frei, wobei ein Großteil der verwendeten Objekte aus den Beständen der Deutschen Digitalen Bibliothek stammen sollte. Sollten noch weitere Objekte benötigt werden, die nicht in der DDB vorliegen, können diese als Ausnahme ergänzt werden, die Rechteklärung liegt hierbei bei den Kuratoren.
Für die optische Gestaltung stehen verschiedene Layout-Templates und Farbthemen zur Verfügung, die individuell thematisch angepasst gewählt werden können.

## Verbreitung/Anwendungsgebiete
Mit DDBstudio wurden 254 virtuelle Ausstellungen von vielen verschiedenen deutschen Museen und Kultureinrichtungen erstellt (Stand Februar, 2025). Die Ausstellungsthemen sind hierbei vielfältig und reichen von kulturgeschichtlichen und geographischen Inhalten bis hin zu künstlerischen oder biografischen Exponaten.
Zu den publizierenden Institutionen gehören beispielsweise die Staatlichen Museen zu Berlin mit einer Ausstellung zu Albrecht Dürer. Eine weitere exemplarische Ausstellung ist eine von dem Deutschen Buch- und Schriftmuseum der Deutschen Nationalbibliothek kuratierte Exposition zu Heinrich Klemm. Im naturwissenschaftlichen Bereich erstellte die TU Braunschweig, die Universitätsbibliothek Leipzig und das Leibniz-Institut DSMZ eine Ausstellung mit dem Titel „Sprache der Mikroben“. Weitere Institutionen, welche mithilfe von DDBstudio ausstellten sind unter anderem die Heinrich-Heine Universität Düsseldorf, die Universität zu Köln, das Stiftsmuseum Xanten, die Staatsbibliothek zu Berlin - Preußischer Kulturbesitz, das Stadtarchiv Darmstadt, die Philipps-Universität Marburg, die Universitätsbibliothek Regensburg oder die Bauhaus-Universität Weimar. Die Ausstellungen sind gesammelt auf der Website der DDB zu finden, können aber auch auf der Website der jeweiligen Institution eingebunden werden.
Auch die Wikimedia nutzte das Tool im März 2021 zur Erstellung einer virtuellen Jubiläumsausstellung der Wikipedia mit dem Titel „Gemeinsam für Freies Wissen 20 Jahre Wikipedia“.
Die Möglichkeit der Ausstellung über DDBstudio kann die Reichweite der Inhalte für ausstellende Einrichtungen erhöhen. Die Zugänglichkeit der Inhalte kann auch für Interessierte gewährleistet sein, die zuvor keine Möglichkeit hatten, die analoge Ausstellung zu einem Thema zu besuchen und diese stattdessen virtuell rezipieren können. Durch die Niedrigschwelligkeit des Zugangs können zudem neue Nutzergruppen generiert werden.

## Geschichte
Seit 2014 stellt die Deutsche Digitale Bibliothek auf ihrem Portal virtuelle Ausstellungen online. Die erste virtuelle Ausstellung der Deutschen Digitalen Bibliothek trug den Titel „Zu Mythen und Monumenten. Die Forschungsreise von Konrad Theodor Preuss nach Kolumbien (1913–1919)“. DBBstudio wurde entwickelt und im Oktober 2019 veröffentlicht, um diesen Service nun auch weiteren interessierten Einrichtungen zur Verfügung zu stellen. Im September 2021 wurde die 100. Ausstellung über DDBstudio kuratiert. Stand Mai 2025 gibt es bereits 270 veröffentlichte Ausstellungen.